# 망누스 1세 (노르웨이)

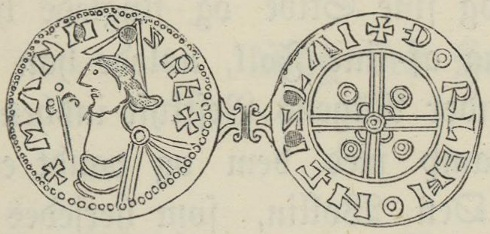
덴마크에서 주조된 망누스 1세 시대의 동전

망누스 1세(노르웨이어·덴마크어: Magnus I, 1024년경 ~ 1047년 10월 25일) 또는 망누스 올라브손(노르웨이어·덴마크어: Magnus Olavsson)은 노르웨이의 국왕(재위: 1035년 ~ 1047년 10월 25일)이자 덴마크의 국왕(재위: 1042년 6월 8일 ~ 1047년 10월 25일)이다. 망누스 선왕(노르웨이어·덴마크어: Magnus den gode 망누스 덴 고데[*])이라는 별칭으로 부르기도 하며 덴마크의 국왕 망누스(덴마크어: Magnus)에 해당한다.

## 생애
호르파그레타 가(Hårfagreætta)의 베스트폴(Vestfold) 계열 출신이다. 노르웨이의 올라프 2세 국왕의 사생아 아들로 태어났다. 1028년 크누트 대왕과 우호 관계에 있던 노르웨이의 귀족들에 의해 추방당했고 그의 가족들은 키예프 대공국으로 망명하게 된다. 1030년 올라프 2세 국왕이 사망한 이후에는 노르웨이의 귀족들에 의해 노르웨이의 국왕과 동등한 대접을 받았다.
1035년 스웨덴의 지원을 통해 노르웨이로 귀환하면서 노르웨이의 국왕으로 즉위했다. 국왕으로 즉위한 이후에는 덴마크의 국왕이자 크누트 대왕의 아들인 하르다크누트와 화해했다. 1042년 하르다크누트가 후사 없이 사망하면서 덴마크의 국왕으로 즉위했지만 크누트 대왕의 사촌인 스베인 아스트리다르손이 덴마크의 왕위를 요구하면서 갈등을 빚기도 했다. 1046년부터 1047년까지는 자신의 삼촌인 하랄 3세와 함께 노르웨이의 공동 군주 역할을 수행했다.
1046년 말에는 스코네에서 망누스의 압력을 받고 있던 스벤(Svend)이 반란을 일으켰다. 1047년 10월 25일 셸란섬에서 사망했으며 덴마크의 왕위는 스베인 아스트리다르손(스벤 2세)이 승계받았다.